# AlterPublishing
 (août 2020).
AlterPublishing LLC, est une maison d'édition indépendante qui publie, en français et en anglais, des livres papier et numériques (eBook) dans les domaines comme : littérature et fiction, culture et société, LGBT, scolaire et universitaire. Le siège de la maison d'édition est à New York.
Elle a republié, sous format numérique, certaines parutions de la revue Le Nouveau Commerce,,, éditées entre 1963 et 1990.

## Prix AlterPublishing
AlterPublishing décerne annuellement le Prix AlterPublishing Books à un auteur ayant publié dans l'année :
| Année | Auteur                | Titre de l'œuvre                                                        | Genre                 |
| ----- | --------------------- | ----------------------------------------------------------------------- | --------------------- |
| 2015  | Jacqueline Duvary,    | Amours contraires                                                       | Roman                 |
| 2016  | Yves Le Men           | La vision dans le monde animal                                          | Mémoire               |
| 2017  | Hervé Gaillet,        | Derrière les lignes - Les enquêtes de Pierre Benoit                     | Exofiction            |
| 2018  | Le chouan des villes, | Les chroniques de l'homme élégant                                       | Chroniques            |
| 2019  | Sophie Tellier,       | Chère Insaisissable Liane de Pougy                                      | Théâtre musical       |
| 2020  | Didier Voyenne        | Le palindrome                                                           | Thriller              |
| 2021  | Frank Gröninger       | Douce Frankreich, (versions en langue française et en langue allemande) | Autobiographie        |
| 2022  | Jeremy Circus         | La Famille Von Vampire                                                  | Conte pour enfants    |
| 2023  | Julien Scavini        | Billets d'élégances                                                     | Billets (sur la mode) |

## Prix Pierre Benoît - Académie Française
Hervé Gaillet (Prix AlterPublishing 2017) a obtenu le Prix Pierre Benoît décerné par l'Académie française en 2021 pour son livre Pierre Benoit, autrement, publié chez AlterPublishing en 2020,.

## Les Trophées de la Comédie Musicale
Sophie Tellier (Prix AlterPublishing 2019) est triplement nommée aux Trophées de la Comédie Musicale 2025, (Trophée du Spectacle musical, Trophée de l'artiste interprète féminine, Trophée du livret pour son livre Chère Insaisissable, publié chez AlterPublishing en 2019).

## Auteurs principaux
- Jean Gillibert
- Pierre Klossowski
- Louis Massignon
- Massimiliano Mocchia di Coggiola[37],[38],[39],[40]
- Claude Mouchard
- Julien Scavini[41],[42]
- Salah Stétié
- Sophie Tellier[43],[44],[45]